# Leptochiton batialis
Leptochiton batialis is een keverslakkensoort uit de familie van de Leptochitonidae. De wetenschappelijke naam van de soort is voor het eerst geldig gepubliceerd in 1978 door Sirenko.